# Distretto di Radziejów
Il distretto di Radziejów (in polacco powiat radziejowski) è un distretto polacco appartenente al voivodato della Cuiavia-Pomerania.

## Geografia antropica

### Suddivisioni amministrative
Il distretto comprende 7 comuni.
- Comuni urbani: Radziejów
- Comuni urbano-rurali: Piotrków Kujawski
- Comuni rurali: Bytoń, Dobre, Osięciny, Radziejów, Topólka